# Cosma III di Costantinopoli
Cosma (in greco Κοσμάς, Kosmas; XVII secolo – 1736) è stato un arcivescovo ortodosso greco con cittadinanza ottomana, che ha ricoperto la carica di Patriarca ecumenico di Costantinopoli tra il 1714 e il 1716 con il nome di Cosma III di Costantinopoli  e la carica di patriarca greco-ortodosso di Alessandria, con il nome di Cosma II di Alessandria, tra il 1723 e la sua morte nel 1736.

## Biografia
Cosma nacque a Crisopoli (Üsküdar), in Bitínia o in Calcedonia. Intorno al 1700, fu insegnante e predicatore nel monastero di Santa Caterina, nel Sinai. L'11 aprile 1703 fu nominato metropolita del Sinai, carica che ricoprì fino al 2 febbraio 1706, quando fu eletto metropolita di Claudiopoli.
All'epoca stava già cercando di essere eletto patriarca di Alessandria e, a tal fine, andò a Istanbul (Costantinopoli) per trovare sostenitori. Nel 1711, il Santo Sinodo del Patriarcato ecumenico lo elesse, irregolarmente, per la Sede di Alessandria, poiché il patriarca Samuele non si era ancora dimesso. Le elezioni accesero il conflitto tra i due patriarcati. Sentendosi in errore, Samuele cercò di negoziare con papa Clemente XI una riunificazione con la Chiesa cattolica. Per evitare una degenerazione della situazione, il patriarca ecumenico Cipriano di Costantinopoli restaurò Samuele e pose fine al conflitto.
Il 28 febbraio 1714, Cipriano si dimise e Cosma fu eletto al trono patriarcale di Costantinopoli (come Cosma III) con il sostegno del suo allievo, Manuel Ypsilantis, un potente fanariota. Il 23 marzo 1716, tuttavia, Cosma fu deposto e rispedito nel Sinai, dove svolse un prezioso lavoro nell'organizzazione della biblioteca del monastero.
Dopo la morte di Samuele d'Alessandria nel 1723, Cosma fu eletto patriarca (come Cosma II) e vi rimase fino alla sua morte nel 1736. Durante il suo patriarcato, scrisse numerosi trattati e le sue memorie, opere che sono ancora conservate oggi nella biblioteca patriarcale del Cairo.